# Florin Arteni
Florin Arteni (n. 6 martie 2001, Suceava, România) este un canotor român.

## Carieră
Sportivul s-a apucat de canotaj la vârsta de 12 ani. La Campionatele Mondiale de Juniori din 2018, Arteni și Laurențiu Danciu au câștigat medalia de aur în proba de două rame fără cârmaci. Două luni mai târziu, la Jocurile Olimpice de Tineret de la Buenos Aires, au obținut medalia de argint. La Campionatele Mondiale de Juniori din 2019 de la Tokio, Arteni a câștigat titlul împreună cu Alexandru Gherasim.
El a devenit de trei ori vicecampion european în proba de opt plus unu, în 2020, 2021 și 2023. La Jocurile Olimpice de la Tokio românii au ocupat locul șapte. În 2024 a câștigat medalia de argint în proba de dublu rame la Campionatul European de la Seghedin, alături de Florin Lehaci. În plus a luat bronzul cu barca României de opt plus unu. În același an a participat la Jocurile Olimpice de la Paris. În proba de dublu rame Florin Arteni și Florin Lehaci au ocupat locul patru și în proba de opt plus unu s-au clasat pe locul cinci.

## Disctincții
- 2025 - Cetățean de onoare al Craiovei[9]

## Legături externe
- Materiale media legate de Florin Arteni la Wikimedia Commons
- Florin Arteni la Comitetul Olimpic și Sportiv Român (arhivat)
- en  Florin Arteni la World Rowing
- en Florin Arteni la Olympedia.org
- en  Florin Arteni la olympics.com